# Paula Caplan
Paula Caplan is een personage uit de James Bondfilm Thunderball (1965) dat werd vertolkt door de actrice Martine Beswick.

## Biografie
Paula is een spion uit Nassau die diende als contact voor James Bond. Bond is op de Bahama's voor onderzoek, vanwege de diefstal van twee kernkoppen door SPECTRE.
Paula wordt uiteindelijk gevangen genomen door Emilio Largo maar pleegt zelfmoord met een cyanidepil voordat hij informatie van haar kon ontfutselen.

## Trivia
- Martine Beswick speelde twee jaar eerder de rol van Zora, een van de vechtende zigeunermeisjes in From Russia with Love (1963).